# Liste der Baudenkmale in Gehrde
In der Liste der Baudenkmale in Gehrde sind alle Baudenkmale der niedersächsischen Gemeinde Gehrde mit den Ortschaften Gehrde sowie Drehle (Klein und Groß Drehle), Helle (Klein und Groß Helle) und Rüsfort aufgelistet. Die Quelle der Baudenkmale ist der Denkmalatlas Niedersachsen. Der Stand der Liste ist der 11. Dezember 2024.
Der Denkmalatlas ist in diesem Bereich noch nicht vollständig und wird in Zukunft weiter ausgebaut.

## Allgemein
In den Spalten befinden sich folgende Informationen:
- Lage: die Adresse des Baudenkmales und die geographischen Koordinaten. Kartenansicht, um Koordinaten zu setzen. In der Kartenansicht sind Baudenkmale ohne Koordinaten mit einem roten Marker dargestellt und können in der Karte gesetzt werden. Baudenkmale ohne Bild sind mit einem blauen Marker gekennzeichnet, Baudenkmale mit Bild mit einem grünen Marker.
- Bezeichnung: Bezeichnung des Baudenkmales
- Beschreibung: die Beschreibung des Baudenkmales. Unter § 3 Abs. 2 NDSchG werden Einzeldenkmale und unter § 3 Abs. 3 NDSchG Gruppen baulicher Anlagen und deren Bestandteile ausgewiesen.
- ID: die Objekt-ID des Baudenkmales
- Bild: ein Bild des Baudenkmales, ggf. zusätzlich mit einem Link zu weiteren Fotos des Baudenkmals im Medienarchiv Wikimedia Commons. Wenn man auf das Kamerasymbol klickt, können Fotos zu Baudenkmalen aus dieser Liste hochgeladen werden:

## Gehrde

### Gruppen: Historischer Ortskern mit Kirche, Kirchplatz und anschließender Bebauung und Hofanlage Lange Straße 43
Die Gruppe „Historischer Ortskern mit Kirche, Kirchplatz und anschließender Bebauung“ umfasst den Siedlungskern der Ortschaft Gehrde, d. h. den Umkreis der Kirche mit seiner Bebauung. Die Siedlung wurde 977 erstmals erwähnt. Die Bauwerke in der Gruppe sind aber weitaus später. Die „Hofanlage Lange Straße 43“ ist eine Gruppe baulicher Anlage innerhalb der Gruppe Historischer Ortskern. Die Gruppe hat die ID 45967411. Die Hofanlage Lange Straße 43 bestehend aus Wohn-/Geschäftshaus und Speicher hat die ID 46011299.

| Lage                                            | Bezeichnung              | Beschreibung | ID       | Bild           |
| ----------------------------------------------- | ------------------------ | --- | -------- | -------------- |
| Lange Straße 52° 34′ 38″ N, 8° 0′ 24″ O         | Kirche                   | Die evangelische Christophoruskirche ist eine im 14. Jahrhundert errichtete Saalkirche mit Turm, dessen barocke Haube auf das Jahr 1740 datiert. | 46014193 | Weitere Bilder |
| Lange Straße 52° 34′ 38″ N, 8° 0′ 23″ O         | Kirchhof                 | Der Kirchhof besteht aus der Rasenfläche mit altem Baumbestand und zahlreichen Wegen. | 46014403 | BW             |
| Lange Straße 52° 34′ 36″ N, 8° 0′ 26″ O         | Brunnen                  | 1977 wurde der ursprünglich 1922 errichtete Sandsteinbrunnen wiederhergestellt. Dem Brunnen wurde in seiner neuen Gestalt ab 2018 kein Denkmalwert zugesprochen. | 46453112 | BW             |
| Blumenhalle 2 52° 34′ 40″ N, 8° 0′ 27″ O        | Wohn-/Geschäftshaus      | Das eingeschossige Backsteingebäude steht auf einem Bruchsteinsockel und unter einem Halbwalmdach und wurde im ausgehenden 19. Jahrhunderts errichtet. | 45920173 | BW             |
| Feldstraße 1 52° 34′ 36″ N, 8° 0′ 27″ O         | Wohnhaus                 | Das eingeschossige Fachwerkgebäude (Querdielenhaus) auf einem Sandsteinsockel und unter einem Halbwalmdach wurde im ausgehenden 19. Jahrhundert errichtet und nach 1986 abgebrochen und gegen einen Neubau ersetzt. 2018 wurde das Gebäude aus dem Denkmalverzeichnis gestrichen.                                                      | 45920851 | BW             |
| Feldstraße 3 52° 34′ 35″ N, 8° 0′ 28″ O         | Wohnhaus                 | Das Vierständer-Hallenhaus wurde 1880 unter einem Satteldach errichtet. Der Wirtschaftsgiebel kragt dreifach, der Wohngiebel zweifach vor. | 45921355 | BW             |
| Feldstraße 5 52° 34′ 35″ N, 8° 0′ 28″ O         | Wohn-/Geschäftshaus      | 1910 wurde das zweigeschossige Ziegelgebäude auf einem Sandsteinsockel und unter einem Satteldach errichtet. Heute aus Restaurationsbetrieb genutzt. | 45921718 | BW             |
| Feldstraße 5 52° 34′ 35″ N, 8° 0′ 29″ O         | Wirtschaftsgebäude       | Das Fachwerkgebäude unter einem Satteldach wird heute als Garage genutzt. | 46453327 | BW             |
| Feldstraße 5 52° 34′ 35″ N, 8° 0′ 29″ O         | Nebengebäude             | Mit dem ursprünglich als Wohnhaus errichteten Nebengebäude entsteht ein Innenhof. | 46453351 | BW             |
| Lange Straße 32 52° 34′ 36″ N, 8° 0′ 20″ O      | Wohnhaus                 | Das eingeschossige Wohngebäude aus Backstein unter einem Satteldach wurde nach 1850 errichtet. Wegen der Veränderungen wurde das Gebäude ab 2018 nicht mehr im Denkmalverzeichnis geführt. | 46003722 | BW             |
| Lange Straße 34 52° 34′ 36″ N, 8° 0′ 22″ O      | Wohnhaus                 | Das eingeschossige Wohngebäude aus Backstein unter einem Satteldach wurde 1867 errichtet und um 1900 verändert. Wegen der Veränderungen wurde das Gebäude ab 2018 nicht mehr im Denkmalverzeichnis geführt. | 46003911 | BW             |
| Lange Straße 35 52° 34′ 37″ N, 8° 0′ 22″ O      | Wohn-/Geschäftshaus      | Das eingeschossige massive Gebäude mit zweigeschossigem Mittelrisalit auf einem Bruchsteinsockel und unter einem Satteldach wurde 1870 errichtet. | 46004156 | BW             |
| Lange Straße 36 52° 34′ 36″ N, 8° 0′ 23″ O      | Wohn-/Wirtschaftsgebäude | Das um 1850 errichtete eingeschossige Querdielenhaus steht auf einem Sandsteinsockel und unter einem Halbwalmdach. | 46004292 | BW             |
| Lange Straße 37 52° 34′ 37″ N, 8° 0′ 23″ O      | Wohnhaus                 | Das nach 1850 errichtete eingeschossige Fachwerkgebäude steht auf einem Sandsteinsockel und unter einem Satteldach. | 46004455 | BW             |
| Lange Straße 38 52° 34′ 36″ N, 8° 0′ 24″ O      | Wohnhaus                 | Das 1823 als Küsterhaus errichtete eingeschossige Querdielenhaus auf einem Sandsteinsockel wurde unter einem Halbwalmdach erbaut. | 46004527 | BW             |
| Lange Straße 39 52° 34′ 37″ N, 8° 0′ 24″ O      | Wohn-/Geschäftshaus      | 1857 wurde das eingeschossige Gebäude aus Backstein auf einem Sandsteinsockel und unter einem Halbwalmdach errichtet. | 46007046 | BW             |
| Lange Straße 40 52° 34′ 36″ N, 8° 0′ 25″ O      | Wohnhaus                 | Das im ausgehenden 19. Jahrhundert errichtete Querdielenhaus steht auf einem Sandsteinsockel und unter einem Halbwalmdach. | 46008731 | BW             |
| Lange Straße 41 52° 34′ 37″ N, 8° 0′ 25″ O      | Wohn-/Geschäftshaus      | Das im ausgehenden 19. Jahrhundert errichtete Gebäude aus Backstein steht auf einem Sandsteinsockel und unter einem Satteldach. Ein Zwerchhaus unter einem Walmdach wurde später hinzugefügt. In den 1960er Jahren wurden Schaufenster eingebaut.                                                                                      | 46009761 | BW             |
| Lange Straße 42 52° 34′ 36″ N, 8° 0′ 26″ O      | Wohnhaus                 | 1819 wurde das eingeschossige Fachwerkgebäude auf einem Bruchsteinsockel und unter einem Satteldach errichtet. Zwischenzeitlich wurde das Gebäude als Postamt genutzt. | 46010498 | BW             |
| Lange Straße 43 52° 34′ 37″ N, 8° 0′ 26″ O      | Wohn-/Geschäftshaus      | 1871 wurde das zweigeschossige Gebäude aus Backstein auf einem verputzten Sockel und unter einem Satteldach errichtet. | 46012208 | BW             |
| Lange Straße 43 52° 34′ 37″ N, 8° 0′ 25″ O      | Speicher                 | Der zweigeschossige Speicher aus Backstein zeigt ein vermauertes Dielentor und ein neues Garagentor. | 46012552 | BW             |
| Lange Straße 44 52° 34′ 36″ N, 8° 0′ 27″ O      | Wohnhaus                 | Das im ausgehenden 19. Jahrhundert errichtete zweigeschossige Gebäude aus Backstein steht unter einem Satteldach. | 46013607 | BW             |
| Lange Straße 44 52° 34′ 37″ N, 8° 0′ 28″ O      | Scheune                  | Die Anfang des 19. Jahrhunderts errichtete Fachwerkscheune mit einer Längsdurchfahrt steht unter einem Satteldach. | 46453304 | BW             |
| Lange Straße 44 52° 34′ 36″ N, 8° 0′ 28″ O      | Werkstatt                | Die Anfang des 20. Jahrhunderts errichtete eingeschossige Gebäude aus Backstein steht unter einem abgewalmten Satteldach. | 46453304 | BW             |
| Lange Straße 45, 45a 52° 34′ 36″ N, 8° 0′ 28″ O | Wohnhaus                 | 1871 wurde das eingeschossige Backsteingebäude auf einem Bruchsteinsockel und unter einem Satteldach errichtet. | 46013790 | BW             |
| Lange Straße 46 52° 34′ 37″ N, 8° 0′ 27″ O      | Wohnhaus                 | Das Vierständer-Hallenhaus wurde vermutlich Mitte des 18. Jahrhunderts auf einem verputzten Sockel und unter einem Satteldach errichtet. Der Wirtschaftsgiebel kragt zweifach vor. Vor dem Gebäude steht noch eine alte Linde. Das Gebäude wird zu Wohnzwecken genutzt.                                                                | 46013994 | BW             |
| Lange Straße 46 52° 34′ 37″ N, 8° 0′ 28″ O      | Wirtschaftsgebäude       | Um 1900 wurde das eingeschossige Gebäude aus Backsteinen unter einem Satteldach errichtet. | 46453277 | BW             |
| Lange Straße 47 52° 34′ 39″ N, 8° 0′ 26″ O      | Wohnhaus                 | Das Ende der 1980er Jahre als Stadtbibliothek errichtete zweigeschossiges Fachwerkhaus unter einem Satteldach ersetzte ein 1870 erbautes zweigeschossiges Wohnhaus aus Backstein auf einem Bruchsteinsockel unter einem Satteldach. Die Veränderung führte dazu, dass das frühere Gebäude aus dem Denkmalverzeichnis gestrichen wurde. | 46013994 | BW             |
| Lange Straße 48 52° 34′ 37″ N, 8° 0′ 27″ O      | Wohn-/Wirtschaftsgebäude | Das Vierständer-Hallenhaus wurde im 19. Jahrhundert unter einem Satteldach errichtet. Der Wirtschaftsgiebel kragt zweifach, der Wohngiebel einfach vor. Das Gebäude wird zu Wohnzwecken genutzt. | 46014778 | BW             |
| Lange Straße 48 52° 34′ 37″ N, 8° 0′ 28″ O      | Stall                    | Hinter dem Wohn-/Wirtschaftsgebäude befindet sich eine Freifläche (Garten) mit einem Stall aus Kalksandstein mit Zwerchhaus. | 46453255 | BW             |
| Lange Straße 49 52° 34′ 40″ N, 8° 0′ 25″ O      | Scheune                  | 1816 wurde die zweigeschossige Fachwerkscheune mit Längsdurchfahrt unter einem Satteldach errichtet. Die Scheune wird als Lagerhalle genutzt. | 46017632 | BW             |
| Lange Straße 50 52° 34′ 37″ N, 8° 0′ 27″ O      | Wohn-/Wirtschaftsgebäude | Das ehemalige Ackerbürgerhaus wurde 1748 als Vierständer-Hallenhaus errichtet. Der Wirtschaftsgiebel kragt dreifach vor, der Wohngiebel zweifach. 1910 waren Schaufenster eingebaut worden. | 46019554 | BW             |
| Lange Straße 51-53 52° 34′ 40″ N, 8° 0′ 24″ O   | Wohn-/Wirtschaftsgebäude | 1865 wurde das eingeschossige Querdielenhaus auf einem Bruchsteinsockel und unter einem Satteldach errichtet. Der Wirtschaftsteil ist als Backsteinbau ausgeführt. | 46018910 | BW             |
| Lange Straße 52 52° 34′ 38″ N, 8° 0′ 27″ O      | Wohn-/Geschäftshaus      | Das Ende des 19. Jahrhunderts errichtete eingeschossige Gebäude aus Backstein steht auf einem Bruchsteinsockel und unter eine Satteldach. | 46019685 | BW             |
| Lange Straße 54 52° 34′ 38″ N, 8° 0′ 27″ O      | Wohn-/Geschäftshaus      | 1863 wurde das eingeschossige Querdielenhaus aus Backstein mit einem Zwerchhaus auf einem verputzten Sockel und unter eine Satteldach. | 46021122 | BW             |
| Lange Straße 56 52° 34′ 39″ N, 8° 0′ 27″ O      | Wohnhaus                 | Mitte des 18. Jahrhunderts wurde das Dreiständer-Hallenhaus unter einem Satteldach errichtet. Der Wirtschaftsgiebel kragt zweifach vor. Das Gebäude wurde 1880 erneuert. | 46021217 | BW             |
| Lange Straße 58 52° 34′ 39″ N, 8° 0′ 27″ O      | Wohnhaus                 | Das vermutlich ehemals als Vierständer-Hallenhaus errichtete Gebäude wurde 1920 erheblich umgebaut. Der Wohngiebel kragt zweifach vor. | 46021245 | BW             |
| Lange Straße 60 52° 34′ 39″ N, 8° 0′ 27″ O      | Wohn-/Geschäftshaus      | Das Ende des 19. Jahrhunderts errichtete eingeschossige Gebäude aus Backstein steht unter einem Satteldach. In den 1950er Jahren erfolgte ein Einbau von Schaufenstern. | 46021245 | BW             |
| Lange Straße 60 52° 34′ 39″ N, 8° 0′ 28″ O      | Wirtschaftsgebäude       | Um 1900 wurde das zweigeschossige massive Gebäude aus Backstein unter einem Satteldach errichtet. | 46453224 | BW             |
| Lange Straße 62 52° 34′ 40″ N, 8° 0′ 27″ O      | Wohnhaus                 | Das 1920 mit einem kleinen Garten errichtete Backsteingebäude steht auf einem Bruchsteinsockel und unter einem Walmdach. | 46021493 | BW             |
| Lange Straße 62 52° 34′ 40″ N, 8° 0′ 28″ O      | Stall                    | Der um 1920 errichtete anderthalbgeschossige Fachwerkanbau wurde später um eine Garage ergänzt. | 46453172 | BW             |
| Lindenstraße 2 52° 34′ 35″ N, 8° 0′ 26″ O       | Wohn-/Geschäftshaus      | Das Vierständer-Hallenhaus wurde Anfang des 19. Jahrhunderts errichtet. Der Wirtschaftsgiebel kragt zweifach vor. | 46033137 | BW             |
| Lindenstraße 2 52° 34′ 35″ N, 8° 0′ 25″ O       | Scheune                  | 1904 wurde die Scheune mit Längsdurchfahrt aus Backstein errichtet. | 46453374 | BW             |

### Gruppe: Hofanlage Schnück
Die Gruppe „Hofanlage Schnück“ umfasst einen von einem Baumbestand eingefassten Wirtschaftshof aus der Mitte des 18. Jahrhunderts. Die Gruppe hat die ID 46048135.

| Lage                                       | Bezeichnung              | Beschreibung | ID       | Bild |
| ------------------------------------------ | ------------------------ | --- | -------- | ---- |
| Schnücks Ort 4 52° 33′ 32″ N, 7° 59′ 23″ O | Wohn-/Wirtschaftsgebäude | Das 1751 errichtete Zweiständer-Hallenhaus steht unter einem Satteldach. Wohn- und Wirtschaftsgiebel kragen jeweils dreifach vor. | 46048374 | BW   |
| Schnücks Ort 4 52° 33′ 32″ N, 7° 59′ 24″ O | Scheune                  | Die Fachwerkscheune hat zwei Querdurchfahrten und steht unter einem Satteldach.                                                   | 46048623 | BW   |
| Schnücks Ort 4 52° 33′ 32″ N, 7° 59′ 23″ O | Stall                    | Der massive Stall aus Tuffstein steht unter einem Satteldach.                                                                     | 46048879 | BW   |

### Gruppe: Hof Hußmann, ehem. Weßling
Die Gruppe „Hof Hußmann, ehem. Weßling“ umfasst einen von einem Baumbestand eingefassten Wirtschaftshof aus der Mitte des 18. Jahrhunderts und gilt als einer der vier Urhöfe der Siedlung. Die Gruppe hat die ID 46042527.

| Lage                                      | Bezeichnung              | Beschreibung | ID       | Bild |
| ----------------------------------------- | ------------------------ | --- | -------- | ---- |
| Schevenriede 3 52° 34′ 16″ N, 8° 0′ 10″ O | Wohn-/Wirtschaftsgebäude | Das 1813 errichtete Vierständer-Hallenhaus steht unter einem Satteldach. Wohn- und Wirtschaftsgiebel kragen jeweils dreifach vor.                           | 46042593 | BW   |
| Schevenriede 3 52° 34′ 16″ N, 8° 0′ 12″ O | Scheune                  | Die Fachwerkscheune unter einem Satteldach hat zwei Querdurchfahrten.                                                                                       | 46042710 | BW   |
| Schevenriede 3 52° 34′ 17″ N, 8° 0′ 11″ O | Scheune                  | Die Fachwerkscheune unter einem Satteldach hat eine Querdurchfahrt.                                                                                         | 46042763 | BW   |
| Schevenriede 3 52° 34′ 16″ N, 8° 0′ 10″ O | Stall                    | Der Stall ist aus Backsteinen unter einem Satteldach errichtet worden.                                                                                      | 46042656 | BW   |
| Schevenriede 3 52° 34′ 16″ N, 8° 0′ 11″ O | Stall                    | Der Fachwerkstall ist unter einem Satteldach errichtet worden.                                                                                              | 46042843 | BW   |
| Schevenriede 3 52° 34′ 17″ N, 8° 0′ 7″ O  | Schuppen                 | Der frühere Fachwerkschuppen unter einem Satteldach wurde durch einen Neubau ersetzt, so dass das Gebäude 2018 aus dem Denkmalverzeichnis gestrichen wurde. | 46042971 | BW   |
| Schevenriede 3 52° 34′ 17″ N, 8° 0′ 10″ O | Wagenschauer/Remise      | Der Wagenschauer ist ein Fachwerkgebäude unter einem Satteldach, dessen Außenwände teilweise aus Backsteinmauern bestehen.                                  | 46042877 | BW   |
| Schevenriede 3 52° 34′ 16″ N, 8° 0′ 9″ O  | Backhaus                 | Das eingeschossige Fachwerkgebäude wurde 1813 errichtet. Der außen angebaute Backofen wurde zwischenzeitlich entfernt.                                      | 46042624 | BW   |

### Gruppe: Hof Watermann
Die Gruppe „Hof Watermann“ umfasst eine Hofanlage mit einem alten Eichenbestand. Die Gruppe hat die ID 46044606. Moderne Umbauten dienen der Nutzung als „Ferienhof“.

| Lage                                       | Bezeichnung              | Beschreibung | ID       | Bild |
| ------------------------------------------ | ------------------------ | --- | -------- | ---- |
| Schnücks Ort 2 52° 33′ 43″ N, 7° 59′ 23″ O | Wohn-/Wirtschaftsgebäude | 1824 errichtetes Zweiständer-Hallenhaus unter einem Satteldach. Der Wirtschaftsgiebel kragt dreifach vor.                         | 46044850 | BW   |
| Schnücks Ort 2 52° 33′ 44″ N, 7° 59′ 25″ O | Scheune                  | Die Fachwerkscheune mit zwei Querdurchfahrten wurde 1825 errichtet und wohl 1891 umgebaut.                                        | 46044932 | BW   |
| Schnücks Ort 2 52° 33′ 43″ N, 7° 59′ 24″ O | Stall                    | Der massive Stall wurde aus Backsteinen errichtet.                                                                                | 46045070 | BW   |
| Schnücks Ort 2 52° 33′ 43″ N, 7° 59′ 24″ O | Stall                    | Der Fachwerkstall steht unter einem Satteldach.                                                                                   | 46045429 | BW   |
| Schnücks Ort 2 52° 33′ 44″ N, 7° 59′ 24″ O | Wagenschauer/Remise      | Das Gebäude aus Fachwerk mit vier Quereinfahrten wurde 1743 (oder 1753) erbaut und 1914 umgebaut.                                 | 46044996 | BW   |
| Schnücks Ort 2 52° 33′ 44″ N, 7° 59′ 22″ O | Backhaus                 | Das 1909 errichtete anderthalbgeschossige Fachwerkgebäude mit Backofen wurde durch einen massiven Teil zum Räucherhaus erweitert. | 46044967 | BW   |
| Schnücks Ort 2 52° 33′ 44″ N, 7° 59′ 21″ O | Schuppen                 | Der eingeschossige Fachwerkschuppen steht unter einem Satteldach.                                                                 | 46045478 | BW   |

### Gruppe: Hof Kerckmann (jetzt Haferkamp)
Die Gruppe „Hof Kerckmann (jetzt Haferkamp)“ umfasst ein Wohn-/Wirtschaftsgebäude. Die Hofanlage war ursprünglich als Gruppe baulicher Anlagen (ID 46003353) ausgewiesen, da aber nur ein Gebäude vorliegt, kann es sich um keine Gruppe handeln. Die übrigen Gebäude auf dem Grundstück wurden der „Gruppe“ nicht zugeordnet.

| Lage                                       | Bezeichnung              | Beschreibung | ID       | Bild |
| ------------------------------------------ | ------------------------ | --- | -------- | ---- |
| Lange Straße 30 52° 34′ 36″ N, 8° 0′ 18″ O | Wohn-/Wirtschaftsgebäude | 1829 wurde das Zweiständer-Hallenhaus errichtet. Der Wirtschaftsgiebel kragt dreifach, der Wohngiebel zweifach vor. | 46003367 | BW   |

### Einzeldenkmale
| Lage                                              | Bezeichnung              | Beschreibung | ID       | Bild |
| ------------------------------------------------- | ------------------------ | --- | -------- | ---- |
| Am Schlagbaum 1 52° 33′ 59″ N, 7° 58′ 48″ O       | Wohn-/Wirtschaftsgebäude | 1898 wurde das Fachwerkgebäude mit zwei Längsdielen und zwei risalitähnlichen Vorsprüngen für den Hof Lüßing errichtet.                                                           | 45893594 | BW   |
| Bersenbrücker Straße 1 52° 34′ 16″ N, 7° 59′ 5″ O | Speicher                 | 1606 errichteter zweigeschossiger Fachwerkspeicher (Zweiständerbau) unter einem Satteldach.                                                                                       | 45893873 | BW   |
| Feldstraße 7 52° 34′ 33″ N, 8° 0′ 31″ O           | Wohn-/Wirtschaftsgebäude | Das eingeschossige Fachwerkgebäude wurde im ausgehenden 19. Jahrhundert auf einem Sandsteinsockel und unter einem Halbwalmdach errichtet. Um das Gebäude ist ein Garten angelegt. | 39017477 | BW   |
| Feldstraße 9 52° 34′ 33″ N, 8° 0′ 33″ O           | Wohn-/Wirtschaftsgebäude | Das eingeschossige Fachwerkgebäude wurde 1853 auf einem Bruchsteinsockel und unter einem Halbwalmdach errichtet. Um das Gebäude ist ein Garten angelegt.                          | 45966122 | BW   |
| Lange Straße 20 52° 34′ 33″ N, 8° 0′ 9″ O         | Wohn-/Wirtschaftsgebäude | Das Zweiständer-Hallenhaus wurde 1763 bis 1765 unter einem Satteldach für den Hof Bünke errichtet. Der Wirtschaftsgiebel kragt dreifach, der Wohngiebel zweifach vor.             | 45967344 | BW   |
| Lindenstraße 16 52° 34′ 30″ N, 8° 0′ 22″ O        | Wohnhaus                 | 1880 wurde das eingeschossige Backsteingebäude auf einem Sandsteinsockel und unter einem Satteldach errichtet.                                                                    | 45966376 | BW   |

### Ehemalige Denkmale
| Lage                                               | Bezeichnung              | Beschreibung | ID       | Bild |
| -------------------------------------------------- | ------------------------ | --- | -------- | ---- |
| Heidbrink 2 52° 34′ 3″ N, 8° 0′ 13″ O              | Wohn-/Wirtschaftsgebäude | 1715 wurde das Zweiständer-Hallenhaus als Heuerhaus für den Hof Schapekaven errichtet. Wegen der Veränderungen wurde das Gebäude ab 1986 nicht mehr im Denkmalverzeichnis geführt. | 45966412 | BW   |
| Neuenkirchener Straße 6 52° 33′ 51″ N, 8° 0′ 25″ O | Wohn-/Wirtschaftsgebäude | 1830 wurde das Zweiständer-Hallenhaus als Doppelheuerhaus für den Hof Ströcker bzw. Reinke-Ströcker unter einem Satteldach mit Reetdeckung errichtet. Wegen der Veränderungen wurde das Gebäude ab 1986 nicht mehr im Denkmalverzeichnis geführt. | 46041630 | BW   |
| Vogelpohl 2 52° 33′ 51″ N, 7° 59′ 20″ O            | Wohn-/Wirtschaftsgebäude | 1742 wurde das Zweiständer-Hallenhaus als Heuerhaus für den Hof Torborg-Lüssing unter einem Satteldach errichtet. Wegen der Veränderungen wurde das Gebäude ab 1986 nicht mehr im Denkmalverzeichnis geführt. | 46049029 | BW   |
| Schevenriede 1 52° 34′ 22″ N, 8° 0′ 17″ O          | Hofanlage                | Die Hofanlage Ahrling aus der Mitte des 19. Jahrhunderts besteht aus dem Wohn-/Wirtschaftsgebäude (1871, Umbau 1898), zwei Fachwerkscheunen (ältere Scheune von 1861), zwei massiven Ställen, Backhaus und Wagenmauer sowie einer Mehrzweckhalle. Sie wurde wegen der Veränderungen schon 1986 nicht mehr im Denkmalverzeichnis geführt.                            | 46042046 | BW   |
| Schnücks Ort 3 52° 33′ 37″ N, 7° 59′ 38″ O         | Hofanlage                | Die Hofanlage Mustermann (ehemals Borcherding) aus der Mitte des 18. Jahrhunderts besteht aus dem Wohn-/Wirtschaftsgebäude mit zweifach vorkragendem Wirtschaftsgiebel (1754), Scheune, Stall und Wagenmauer. Sie wurde wegen der Veränderungen schon 1982 nicht mehr im Denkmalverzeichnis geführt.                                                                | 46043144 | BW   |
| Warmstraße 3 52° 33′ 50″ N, 7° 59′ 32″ O           | Hofanlage                | Die Hofanlage Beinke besteht aus dem als Zweiständer-Hallenhaus errichteten Wohn-/Wirtschaftsgebäude, Scheune, Stall und Schuppen. Sie wurde hierher transloziert und wegen der Veränderungen schon 1982 nicht mehr im Denkmalverzeichnis geführt. | 46049226 | BW   |
| Warmstraße 8 52° 33′ 45″ N, 7° 59′ 49″ O           | Hofanlage                | Die Hofanlage Borgstede besteht aus dem als Zweiständer-Hallenhaus errichteten Wohn-/Wirtschaftsgebäude mit zweifach vorkragendem Wirtschaftsgiebel (1821), zwei Scheunen (eine Fachwerkscheune von 1896 und eine massive von 1791 umgebaute Scheune von 1930) sowie einem Fachwerkstall. Wegen der Veränderungen ab 1986 nicht mehr im Denkmalverzeichnis geführt. | 46049388 | BW   |

## Groß Drehle

### Gruppe: Hof Johann zu Drehle
Die Gruppe „Hof Johann zu Drehle“ (auch: Hof Hanneken) umfasst den in der Eschsiedlung durch Gebäude abgeschlossenen Hof mit seinem Garten und dem Baumbestand. Die Gruppe hat die ID 45920899.

| Lage                                        | Bezeichnung              | Beschreibung | ID       | Bild |
| ------------------------------------------- | ------------------------ | --- | -------- | ---- |
| Drehler Straße 1 52° 32′ 47″ N, 8° 0′ 20″ O | Wohn-/Wirtschaftsgebäude | 1731 wurde das Zweiständer-Hallenhaus errichtet. Wohn- und Wirtschaftsgiebel kragen jeweils dreifach vor.                 | 45921032 | BW   |
| Drehler Straße 1 52° 32′ 47″ N, 8° 0′ 23″ O | Scheune                  | 1820 wurde die Fachwerkscheune mit zwei Durchfahrten. Umbau 1922.                                                         | 45921108 | BW   |
| Drehler Straße 1 52° 32′ 46″ N, 8° 0′ 21″ O | Stall                    | Der Fachwerkstall wurde unter einem Satteldach errichtet.                                                                 | 45921181 | BW   |
| Drehler Straße 1 52° 32′ 47″ N, 8° 0′ 22″ O | Stall                    | Der Fachwerkstall wurde unter einem Satteldach errichtet.                                                                 | 45921263 | BW   |
| Drehler Straße 1 52° 32′ 45″ N, 8° 0′ 21″ O | Backhaus                 | An das anderthalbgeschossige Fachwerkgebäude war vormals ein Backofen angebaut, der zwischenzeitlich abgebaut worden war. | 45921155 | BW   |
| Drehler Straße 1 52° 32′ 46″ N, 8° 0′ 22″ O | Wagenschauer/Remise      | Der Wagenschauer aus Fachwerk mit sechs Quereinfahrten wurde 1861 errichtet und 1936 umgebaut.                            | 45921155 | BW   |

### Gruppe: Hof Bosse
Die Gruppe „Hof Bosse“ umfasst die Hofanlage in der Eschsiedlung mit der Baumreihe zur Straße. Die Gruppe hat die ID 45977584.

| Lage                                        | Bezeichnung              | Beschreibung | ID       | Bild |
| ------------------------------------------- | ------------------------ | --- | -------- | ---- |
| Drehler Straße 2 52° 32′ 51″ N, 8° 0′ 15″ O | Wohn-/Wirtschaftsgebäude | Das Zweiständer-Hallenhaus wurde um 1850 errichtet. Wohn- und Wirtschaftsgiebel kragen jeweils dreifach vor.                                                 | 45977635 | BW   |
| Drehler Straße 2 52° 32′ 51″ N, 8° 0′ 16″ O | Scheune                  | Die Fachwerkscheune mit zwei Querdurchfahrten wird heute als Schweinestall genutzt.                                                                          | 45977692 | BW   |
| Drehler Straße 2 52° 32′ 52″ N, 8° 0′ 16″ O | Stall                    | Die Fachwerkscheune mit zwei Querdurchfahrten wird heute als Schweinestall genutzt.                                                                          | 45977725 | BW   |
| Drehler Straße 2 52° 32′ 51″ N, 8° 0′ 17″ O | Wagenschauer/Remise      | Der Wagenschauer aus Fachwerk bot mit vier Quereinfahrten Platz. Das Gebäude wurde vor 2018 abgebrochen und dann aus dem Denkmalverzeichnis gestrichen.      | 45977850 | BW   |
| Drehler Straße 2 52° 32′ 52″ N, 8° 0′ 17″ O | Schuppen                 | Der Schuppen stand unter einem Pultdach und wurde vor 2018 abgebrochen und dann aus dem Denkmalverzeichnis gestrichen.                                       | 45977912 | BW   |
| Drehler Straße 2 52° 32′ 53″ N, 8° 0′ 17″ O | Nebengebäude             | Das als Baracke bezeichnete Nebengebäude wurde als Hühnerstall genutzt und vor 2018 abgebrochen. Danach erfolgte eine Streichung aus dem Denkmalverzeichnis. | 45977942 | BW   |

### Gruppe: Hof Borgschüttmann, ehemals Bourbeck und Beine (oder Vormholtz?)
Die Gruppe „Hof Borgschüttmann, ehemals Bourbeck und Beine (oder Vormholtz?)“ umfasst  . Die Gruppe hat die ID 46004002.

| Lage                                  | Bezeichnung              | Beschreibung | ID       | Bild |
| ------------------------------------- | ------------------------ | --- | -------- | ---- |
| Im Moore 1 52° 33′ 25″ N, 8° 0′ 25″ O | Wohn-/Wirtschaftsgebäude | Das 1807 errichtete Zweiständer-Hallenhaus steht unter einem Satteldach. Der Wirtschaftsgiebel kragt dreifach, der Wohngiebel zweifach vor.                             | 46003939 | BW   |
| Im Moore 1 52° 33′ 26″ N, 8° 0′ 26″ O | Scheune                  | Die 1865 errichtete Fachwerkscheune mit drei Quereinfahrten steht unter einem Satteldach.                                                                               | 46004231 | BW   |
| Im Moore 1 52° 33′ 26″ N, 8° 0′ 25″ O | Scheune                  | Die Fachwerkscheune mit zwei Querdurchfahrten steht unter einem Satteldach.                                                                                             | 46004271 | BW   |
| Im Moore 1 52° 33′ 26″ N, 8° 0′ 24″ O | Stall                    | Der massive Stall aus Backstein steht unter einem Satteldach. | 46004271 | BW   |
| Im Moore 1 52° 33′ 25″ N, 8° 0′ 24″ O | Nebengebäude             | Der Fachwerkschuppen unter einem Pultdach wurde vor 2018 abgebrochen. Er wurde daher aus dem Denkmalverzeichnis gestrichen.                                             | 46004344 | BW   |
| Im Moore 1 52° 33′ 25″ N, 8° 0′ 25″ O | Backhaus                 | Um 1700 war das anderthalbgeschossige Fachwerkgebäude errichtet worden, das vor 2018 abgebrochen wurde. Das Backhaus wurde daher aus dem Denkmalverzeichnis gestrichen. | 46004362 | BW   |

### Gruppe: Hof Holtgreve, ehem. Meyborg
Die Gruppe „Hof Holtgreve, ehem. Meyborg“ umfasst die dreiseitige Hofanlage mit einem alten Baumbestand. Die Gruppe hat die ID 46050620.

| Lage                                    | Bezeichnung              | Beschreibung                                                                                 | ID       | Bild |
| --------------------------------------- | ------------------------ | -------------------------------------------------------------------------------------------- | -------- | ---- |
| Meybeswall 1 52° 33′ 29″ N, 8° 0′ 17″ O | Wohn-/Wirtschaftsgebäude | 1812 oder 1817 errichtetes Zweiständer-Hallenhaus. Der Wirtschaftsgiebel kragt zweifach vor. | 46050638 | BW   |
| Meybeswall 1 52° 33′ 30″ N, 8° 0′ 18″ O | Scheune                  | Die Fachwerkscheune steht mit einer Querdurchfahrt unter einem Satteldach.                   | 46051234 | BW   |
| Meybeswall 1 52° 33′ 30″ N, 8° 0′ 17″ O | Scheune                  | Die Fachwerkscheune mit einer Querdurchfahrt steht unter einem Satteldach.                   | 46051269 | BW   |

### Einzeldenkmale
| Lage                                       | Bezeichnung              | Beschreibung | ID       | Bild |
| ------------------------------------------ | ------------------------ | --- | -------- | ---- |
| Am Höfken 3 52° 33′ 35″ N, 8° 0′ 15″ O     | Wohn-/Wirtschaftsgebäude | Das Zweiständer-Hallenhaus wurde als Heuerhaus für den Hof Vornholt errichtet. | 45893829 | BW   |
| Breite Riede 1 52° 33′ 4″ N, 8° 0′ 1″ O    | Wohn-/Wirtschaftsgebäude | Das 1705 auf dem Hof Lampe, ehemals Bernd zu Drehle errichtete Zweiständer-Hallenhaus wurde 1883 erheblich erneuert. Der Wirtschaftsgiebel kragt dreifach, der Wohngiebel zweifach vor.                 | 45893853 | BW   |
| Drehler Straße 8 52° 32′ 56″ N, 8° 0′ 3″ O | Wohn-/Wirtschaftsgebäude | Das Innengerüst des Zweiständer-Hallenhaus datiert wohl auf das Jahr 1661. Das Gebäude wurde aber insgesamt 1936 erheblich verändert. Der Wirtschaftsgiebel kragt dreifach, der Wohngiebel einfach vor. | 46003385 | BW   |

### Ehemalige Baudenkmale
| Lage                                               | Bezeichnung              | Beschreibung | ID       | Bild |
| -------------------------------------------------- | ------------------------ | --- | -------- | ---- |
| Breite Riede 3 52° 33′ 24″ N, 8° 0′ 2″ O           | Wohn-/Wirtschaftsgebäude | Das Zweiständer-Hallenhaus wurde 1833 auf dem Hof Kesse errichtet. Der Wohn- und der Wirtschaftsgiebel kragen jeweils zweifach hervor. Das Gebäude wurde vor 1995 abgebrochen und daher aus dem Denkmalverzeichnis gestrichen. | 45893995 | BW   |
| Im Moore 3 52° 33′ 21″ N, 8° 0′ 16″ O              | Hofanlage                | Die Hofanlage Winner besteht aus einem Wohn-/Wirtschaftsgebäude, einer Scheune und zwei Ställen. Wegen der Veränderungen wird die Hofanlage seit 1986 nicht mehr im Denkmalverzeichnis geführt. | 46004508 | BW   |
| Neuenkirchener Straße 7 52° 32′ 52″ N, 8° 0′ 26″ O | Hofanlage                | Die Hofanlage Meyer zu Drehle besteht aus einem Wohn-/Wirtschaftsgebäude, einer Scheune, einem Stall, einem Wagenschauer, einem Schuppen und einem Backhaus. Wegen der Veränderungen wird die Hofanlage seit 1986 nicht mehr im Denkmalverzeichnis geführt. | 46009863 | BW   |
| Neuenkirchener Straße 52° 32′ 44″ N, 8° 0′ 33″ O   | Wohn-/Wirtschaftsgebäude | 1786 wurde das Zweiständer-Hallenhaus als Heuerhaus für die Hofanlage Johann zu Drehle errichtet. Das Gebäude wurde wegen der Veränderungen seit 1986 nicht mehr im Denkmalverzeichnis geführt und später abgebrochen. | 45856204 | BW   |
| Schnücks Ort 5 52° 33′ 29″ N, 7° 59′ 20″ O         | Hofanlage                | Die Hofanlage Schnück besteht aus einem Wohn-/Wirtschaftsgebäude (1773) mit einem dreifach vorkragenden Wirtschaftsgiebel und einem zweifach vorkragenden Wohngiebel, einer Fachwerkscheune mit zwei Querdurchfahrten, einem Wagenschauer mit vier Quereinfahrten und einem Schuppen. Wegen der Veränderungen wird die Hofanlage seit 1986 nicht mehr im Denkmalverzeichnis geführt. | 46050157 | BW   |

## Klein Drehle

### Einzeldenkmal
| Lage                                             | Bezeichnung              | Beschreibung | ID       | Bild |
| ------------------------------------------------ | ------------------------ | --- | -------- | ---- |
| Neuenkirchener Straße 52° 32′ 38″ N, 8° 0′ 41″ O | Wohn-/Wirtschaftsgebäude | 1605 wurde das Zweiständer-Hallenhaus als Heuerhaus für den Hof vor dem Brocke unter einem Satteldach errichtet. | 46054228 | BW   |

### Ehemalige Baudenkmale
| Lage                                           | Bezeichnung              | Beschreibung | ID       | Bild |
| ---------------------------------------------- | ------------------------ | --- | -------- | ---- |
| Butterweg 5 52° 32′ 30″ N, 8° 1′ 42″ O         | Wohn-/Wirtschaftsgebäude | 1789 wurde das Zweiständer-Hallenhaus als Doppelheuerhaus für den Hof Jakob zu Drehle errichtet. Die Giebel kragen jeweils zweifach vor. Wegen der Veränderungen wurde das Gebäude ab 1986 nicht mehr im Denkmalverzeichnis geführt.                                                          | 46053172 | BW   |
| Klein Drehler Weg 4 52° 32′ 52″ N, 8° 1′ 14″ O | Backhaus                 | Das eingeschossige Fachwerkgebäude, dessen Backofen noch erhalten war, wurde Mitte des 19. Jahrhunderts errichtet. Wegen der Veränderungen wurde das Gebäude ab 1986 nicht mehr im Denkmalverzeichnis geführt.                                                                                | 46054040 | BW   |
| Butterweg 1 52° 32′ 21″ N, 8° 1′ 33″ O         | Hofanlage                | Die Hofanlage Jakob zu Drehle besteht aus Wohn-/Wirtschaftsgebäude, Scheune, zwei Ställen und Backhaus. Wegen der Veränderungen wurde die Hofanlage ab 1986 nicht mehr im Denkmalverzeichnis geführt.                                                                                         | 46051470 | BW   |
| Eichenstraße 4 52° 32′ 25″ N, 8° 0′ 9″ O       | Hofanlage                | Die Hofanlage Wehrenberg besteht aus einem Wohn-/Wirtschaftsgebäude (1807) mit angebautem Wohnhaus, zwei Fachwerkscheunen (eine davon 1841), einem Stall und Wagenschauer sowie einem Schuppen. Wegen der Veränderungen wurde die Hofanlage ab 1986 nicht mehr im Denkmalverzeichnis geführt. | 46053358 | BW   |

## Helle

### Gruppe: Hof vor dem Brocke, ehem. Reiling
Die Gruppe „Hof vor dem Brocke, ehem. Reiling“ umfasst die dreiseitige Hofanlage mit einem alten Baumbestand. Die Gruppe hat die ID 46224749.

| Lage                                 | Bezeichnung              | Beschreibung | ID       | Bild |
| ------------------------------------ | ------------------------ | --- | -------- | ---- |
| Brokweg 3 52° 36′ 19″ N, 8° 1′ 59″ O | Wohn-/Wirtschaftsgebäude | 1738 wurde das Zweiständer-Hallenhaus unter einem Satteldach errichtet. Wohn- und Wirtschaftsgiebel kragen jeweils dreifach vor. 1922 wurden Umbauten vorgenommen. | 46225057 | BW   |
| Brokweg 3 52° 36′ 20″ N, 8° 2′ 1″ O  | Scheune                  | Die Fachwerkscheune mit drei Quereinfahrten steht unter einem Satteldach.                                                                                          | 46225306 | BW   |
| Brokweg 3 52° 36′ 19″ N, 8° 1′ 57″ O | Stall                    | Der Fachwerkstall steht unter einem Satteldach. | 46226017 | BW   |
| Brokweg 3 52° 36′ 20″ N, 8° 1′ 57″ O | Speicher                 | Das zweigeschossige Fachwerkgebäude unter einem Satteldach wurde 1774 errichtet.                                                                                   | 46225246 | BW   |
| Brokweg 3 52° 36′ 19″ N, 8° 2′ 1″ O  | Wagenschauer/Remise      | Das Fachwerkgebäude steht unter einem Satteldach. | 46225370 | BW   |

### Gruppe: Hof Weylage
Die Gruppe „Hof Weylage“ umfasst die dreiseitige Hofanlage mit einem alten Baumbestand. Die Gruppe hat die ID 46226884.

| Lage                                          | Bezeichnung              | Beschreibung | ID       | Bild |
| --------------------------------------------- | ------------------------ | --- | -------- | ---- |
| Holdorfer Straße 5 52° 35′ 55″ N, 8° 2′ 16″ O | Wohn-/Wirtschaftsgebäude | 1792 (unwahrscheinlich 1712) wurde das Zweiständer-Hallenhaus unter einem Satteldach errichtet. Wohn- und Wirtschaftsgiebel kragen jeweils dreifach vor. | 46227207 | BW   |
| Holdorfer Straße 5 52° 35′ 56″ N, 8° 2′ 15″ O | Scheune                  | Die Fachwerkscheune mit zwei Querdurchfahrten steht unter einem Satteldach.                                                                              | 46227296 | BW   |
| Holdorfer Straße 5 52° 35′ 55″ N, 8° 2′ 15″ O | Stall                    | Der Schweinestall ist ein Backsteinbau. | 35471584 | BW   |
| Holdorfer Straße 5 52° 35′ 56″ N, 8° 2′ 15″ O | Stall                    | Der Stall wurde als Fachwerkgebäude errichtet. | 46227121 | BW   |
| Holdorfer Straße 5 52° 35′ 56″ N, 8° 2′ 15″ O | Nebengebäude             | Das Fachwerkgebäude wurde als Melkstand genutzt. | 46227401 | BW   |
| Holdorfer Straße 5 52° 35′ 55″ N, 8° 2′ 15″ O | Nebengebäude             | Der Schuppen wurde als Fachwerkgebäude errichtet. | 46227433 | BW   |
| Holdorfer Straße 5 52° 35′ 56″ N, 8° 2′ 17″ O | Wagenschauer/Remise      | Das Fachwerkgebäude hat vier Quereinfahrten. | 46227366 | BW   |
| Holdorfer Straße 5 52° 35′ 53″ N, 8° 2′ 16″ O | Garage                   | Die Garage wurde als Backsteingebäude errichtet. 1986 wurde das Gebäude nicht mehr im Denkmalverzeichnis geführt.                                        | 46227471 | BW   |

### Gruppe: Hof Segemann
Die Gruppe „Hof Segemann“ umfasst die vierseitige Hofanlage mit einer Allee als Zufahrt und einem Garten. Die Gruppe hat die ID 46229863.

| Lage                                         | Bezeichnung              | Beschreibung | ID       | Bild |
| -------------------------------------------- | ------------------------ | --- | -------- | ---- |
| Holdorfer Straße 7 52° 36′ 3″ N, 8° 2′ 55″ O | Wohn-/Wirtschaftsgebäude | 1718 errichtetes Zweiständer-Hallenhaus unter einem Satteldach mit Veränderungen 1788 und 1791. Der Wirtschaftsgiebel kragt dreifach, der Wohngiebel zweifach vor. | 46229884 | BW   |
| Holdorfer Straße 7 52° 36′ 2″ N, 8° 2′ 57″ O | Scheune                  | Fachwerkscheune mit drei Quereinfahrten und Anbau aus Kalksandstein                                                                                                | 46229970 | BW   |
| Holdorfer Straße 7 52° 36′ 1″ N, 8° 2′ 56″ O | Scheune                  | 1738 errichtete Fachwerkscheune unter einem Satteldach. | 46229993 | BW   |
| Holdorfer Straße 7 52° 36′ 2″ N, 8° 2′ 55″ O | Stall                    | Der Fachwerkstall zeigt einen Zwerchgiebel. | 46230016 | BW   |
| Holdorfer Straße 7 52° 36′ 3″ N, 8° 2′ 54″ O | Speicher                 | 1820 (vielleicht auch 1890) errichtetes zweigeschossiges Fachwerkgebäude                                                                                           | 46229918 | BW   |
| Holdorfer Straße 7 52° 36′ 2″ N, 8° 2′ 54″ O | Speicher                 | 1820 (vielleicht auch 1890) errichtetes zweigeschossiges Fachwerkgebäude                                                                                           | 46230039 | BW   |
| Holdorfer Straße 7 52° 36′ 2″ N, 8° 2′ 53″ O | Backhaus                 | 1701 wurde das anderthalbgeschossige Fachwerkgebäude errichtet. | 46229947 | BW   |
| Holdorfer Straße 7 52° 36′ 2″ N, 8° 2′ 54″ O | Nebengebäude             | Das Backsteingebäude, das als Garage genutzt wurde, wurde vor 2018 abgebrochen und dann aus dem Denkmalverzeichnis gestrichen.                                     | 46230063 | BW   |
| Holdorfer Straße 7 52° 36′ 1″ N, 8° 2′ 57″ O | Maschinenhalle           | Das aus einem leichten Gerüst errichtete Gebäude mit Wellblechbedachung wurde schon 1986 nicht mehr im Denkmalverzeichnis geführt.                                 | 46230091 | BW   |

### Gruppe: Hof Strodtmann
Die Gruppe „Hof Strodtmann“ umfasst die Hofanlage aus dem ausgehenden 18. Jahrhundert mit dem dreiseitigen Hof mit dem Garten und dem Baumbestand. Die Gruppe hat die ID 37171070.

| Lage                                    | Bezeichnung              | Beschreibung | ID       | Bild |
| --------------------------------------- | ------------------------ | --- | -------- | ---- |
| Strodtsweg 1 52° 36′ 10″ N, 8° 2′ 29″ O | Wohn-/Wirtschaftsgebäude | Das Vierständer-Hallenhaus wurde 1815 unter einem Satteldach errichtet. Wohn- und Wirtschaftsgiebel kragen jeweils dreifach vor. | 37171355 | BW   |
| Strodtsweg 1 52° 36′ 11″ N, 8° 2′ 30″ O | Scheune                  | 1773 wurde die Fachwerkscheune mit Querdurchfahrt (vermauert) unter einem Satteldach errichtet.                                  | 37171391 | BW   |
| Strodtsweg 1 52° 36′ 11″ N, 8° 2′ 31″ O | Scheune                  | Die im 19. Jahrhundert errichtete Fachwerkscheune mit einer Querdurchfahrt steht unter einem Satteldach.                         | 37171416 | BW   |
| Strodtsweg 1 52° 36′ 11″ N, 8° 2′ 28″ O | Stall                    | Der 1803 errichtete Fachwerkstall steht unter einem Satteldach. Beide Giebel kragen zweifach vor.                                | 37171437 | BW   |
| Strodtsweg 1 52° 36′ 11″ N, 8° 2′ 31″ O | Nebengebäude             | Der im 19. Jahrhundert umgebaute Fachwerkschuppen steht unter einem Satteldach.                                                  | 46230135 | BW   |
| Strodtsweg 1 52° 36′ 10″ N, 8° 2′ 27″ O | Nebengebäude             | Der im 19. Jahrhundert errichtete Fachwerkschuppen steht unter einem Satteldach.                                                 | 46230156 | BW   |

### Gruppe: Hof Arendt-Thesfeld
Die Gruppe „Hof Arendt-Thesfeld“ umfasst eine im frühen 18. bis ins späten 19. Jahrhundert errichtete mehrseitige Hofanlage. Die Gruppe hat die ID 31710570.

| Lage                                          | Bezeichnung              | Beschreibung | ID       | Bild |
| --------------------------------------------- | ------------------------ | --- | -------- | ---- |
| Thesfelderstraße 1 52° 36′ 56″ N, 8° 0′ 32″ O | Wohn-/Wirtschaftsgebäude | Das Zweiständer-Hallenhaus wurde 1714 bis 1721 errichtet. Umbauten erfolgten 1770, 1779, 1792 und 1881. Wohn- und Wirtschaftsgiebel kragen jeweils zweifach vor. | 37170524 | BW   |
| Thesfelderstraße 1 52° 36′ 55″ N, 8° 0′ 32″ O | Scheune                  | Die Fachwerkscheune mit Querdurchfahrten wurde 1869 mit Hölzern einer Scheune von 1739 errichtet.                                                                | 37170746 | BW   |
| Thesfelderstraße 1 52° 36′ 55″ N, 8° 0′ 33″ O | Scheune                  | Die 1886 errichtete Fachwerkscheune steht unter einem Satteldach.                                                                                                | 37171090 | BW   |
| Thesfelderstraße 1 52° 36′ 55″ N, 8° 0′ 34″ O | Scheune                  | Die 1842 errichtete Fachwerkscheune mit Querdurchfahrten steht unter einem Satteldach.                                                                           | 37170856 | BW   |
| Thesfelderstraße 1 52° 36′ 56″ N, 8° 0′ 31″ O | Stall                    | Der Fachwerkstall unter einem Satteldach wurde um 1850 errichtet.                                                                                                | 37170907 | BW   |
| Thesfelderstraße 1 52° 36′ 57″ N, 8° 0′ 32″ O | Speicher                 | Der anderthalbgeschossige Fachwerkspeicher wurde 1727 errichtet und zeigt einen angebauten Außenbackofen.                                                        | 37170682 | BW   |

### Gruppe: Hof Haverkamp
Die Gruppe „Hof Haverkamp“ umfasste die Hofanlage mit Wohn-/Wirtschaftsgebäude (1901), Scheune, Stall, zwei Wagenschauer, Schuppen und Backhaus. Wegen der Veränderungen wurde die Hofanlage 1986 nicht mehr im Denkmalverzeichnis geführt, Scheune und Backhaus blieben als Denkmale in der Liste. Die Gruppe hatte die ID 46050199.

| Lage                                         | Bezeichnung | Beschreibung                                                                                       | ID       | Bild |
| -------------------------------------------- | ----------- | -------------------------------------------------------------------------------------------------- | -------- | ---- |
| Am Heller Kasten 1 52° 35′ 41″ N, 8° 2′ 1″ O | Scheune     | Die Fachwerkscheune mit Längseinfahrt und Querdurchfahrt wurde unter einem Satteldach.             | 46050557 | BW   |
| Am Heller Kasten 1 52° 35′ 42″ N, 8° 2′ 0″ O | Backhaus    | 1722 (oder 1773) wurde das anderthalbgeschossige Fachwerkgebäude unter einem Satteldach errichtet. | 46051262 | BW   |

### Gruppe: Hof von Felde
Die Gruppe „Hof von Felde“ umfasst die Hofanlage mit Garten und Baumbestand und früherem Göpelhaus. Die Gruppe hatte die ID 46246610.

| Lage                                         | Bezeichnung              | Beschreibung | ID       | Bild |
| -------------------------------------------- | ------------------------ | --- | -------- | ---- |
| Wehdeler Straße 8 52° 36′ 16″ N, 8° 1′ 10″ O | Wohn-/Wirtschaftsgebäude | 1832 wurde das Vierständer-Hallenhaus unter einem Satteldach errichtet. Wohn- und Wirtschaftsgiebel kragen jeweils zweifach vor. | 46246646 | BW   |
| Wehdeler Straße 8 52° 36′ 17″ N, 8° 1′ 9″ O  | Scheune                  | Die Fachwerkscheune mit zwei Querdurchfahrten steht unter einem Satteldach.                                                      | 46246697 | BW   |
| Wehdeler Straße 8 52° 36′ 17″ N, 8° 1′ 10″ O | Stall                    | Der Fachwerkstall mit einem Zwerchgiebel steht unter einem Satteldach.                                                           | 46246722 | BW   |
| Wehdeler Straße 8 52° 36′ 15″ N, 8° 1′ 9″ O  | Backhaus                 | 1790 wurde das eingeschossige Fachwerkgebäude unter einem Satteldach errichtet und später verlängert.                            | 46246672 | BW   |
| Wehdeler Straße 8 52° 36′ 17″ N, 8° 1′ 9″ O  | Nebengebäude             | Der eingeschossige Fachwerkschuppen steht unter einem Pultdach.                                                                  | 46246745 | BW   |

### Gruppe: Hof Espenhorst
Die Gruppe „Hof von Felde“ umfasst die Hofanlage mit der Alleezufahrt. Die Scheune musste wegen eines Sturmschadens abgebrochen werden. Die Gruppe hatte die ID 46249511.

| Lage                                          | Bezeichnung              | Beschreibung | ID       | Bild |
| --------------------------------------------- | ------------------------ | --- | -------- | ---- |
| Wehdeler Straße 15 52° 36′ 43″ N, 8° 1′ 18″ O | Wohn-/Wirtschaftsgebäude | 1734 errichtetes Vierständer-Hallenhaus unter einem Satteldach mit Umbauten 1873 und 1910. Wohn- und Wirtschaftsgiebel kragen jeweils dreifach vor.   | 46249538 | BW   |
| Wehdeler Straße 15 52° 36′ 41″ N, 8° 1′ 19″ O | Stall                    | Das Backsteingebäude mit einer Durchfahrt unter einem Zwerchgiebel steht unter einem Satteldach.                                                      | 46250124 | BW   |
| Wehdeler Straße 15 52° 36′ 41″ N, 8° 1′ 20″ O | Wagenschauer/Remise      | Der Wagenschauer wurde 1911 ähnlich einem Torhaus mit einer Querdurchfahrt (beidseitig mit Zwerchgiebel) und weiteren sechs Quereinfahrten errichtet. | 46250088 | BW   |
| Wehdeler Straße 15 52° 36′ 44″ N, 8° 1′ 20″ O | Backhaus                 | Das 1896 errichtete eingeschossige Fachwerkgebäude mit einem Backofen steht unter einem Satteldach.                                                   | 46250038 | BW   |

### Einzeldenkmale
| Lage                                                | Bezeichnung              | Beschreibung | ID       | Bild |
| --------------------------------------------------- | ------------------------ | --- | -------- | ---- |
| Fladderlohauser Straße 3 52° 35′ 30″ N, 8° 2′ 53″ O | Wohn-/Wirtschaftsgebäude | Das Vierständer-Hallenhaus wurde 1611 auf dem Hof Twellbeck erbaut und 1849 und 1852 umgebaut. Der Wirtschaftsgiebel kragt vierfach, der Wohngiebel dreifach vor.                                   | 46226090 | BW   |
| Fladderlohauser Straße 3 52° 35′ 30″ N, 8° 2′ 56″ O | Speicher                 | Der 1688 auf dem Hof Twellbeck errichtete anderthalbgeschossige Fachwerkspeicher steht auf einem Sockel und unter einem Satteldach.                                                                 | 46226234 | BW   |
| Holdorfer Straße 3 52° 35′ 46″ N, 8° 1′ 59″ O       | Wohn-/Wirtschaftsgebäude | Das Zweiständer-Hallenhaus wurde 1611 als Heuerhaus für den Hof Drehle (ehemals Voßbrinck) errichtet.                                                                                               | 46053669 | BW   |
| Thesfelderstraße 2 52° 36′ 48″ N, 8° 0′ 29″ O       | Speicher                 | Der 1720 für den Hof Wolke-Thesfeld errichtete zweigeschossige Fachwerkspeicher steht unter einem Satteldach.                                                                                       | 46234754 | BW   |
| Thesfelderstraße 3 52° 36′ 52″ N, 8° 0′ 35″ O       | Wohn-/Wirtschaftsgebäude | Laut Inschrift wurde das Zweiständer-Hallenhaus als Heuerhaus für den Hof Wolke-Thesfeld errichtet. Eine dendrochronologische Untersuchung lässt die verwendeten Hölzer auf das Jahr 1567 datieren. | 37126297 | BW   |
| Wehdeler Straße 10 52° 36′ 29″ N, 8° 1′ 24″ O       | Wohn-/Wirtschaftsgebäude | Das Dreiständer-Hallenhaus unter einem Satteldach wurde 1826 (oder 1896) als Heuerhaus für den Hof Volkert errichtet.                                                                               | 46244835 | BW   |
| Wehdeler Straße 11 52° 36′ 30″ N, 8° 1′ 23″ O       | Wohn-/Wirtschaftsgebäude | Das Zweiständer-Hallenhaus unter einem Satteldach wurde 1766 als Heuerhaus für den Hof Espenhorst errichtet. Der Wirtschaftsgiebel kragt zweifach vor.                                              | 46244884 | BW   |
| Wehdeler Straße 14 52° 36′ 36″ N, 8° 1′ 45″ O       | Wohn-/Wirtschaftsgebäude | Das Zweiständer-Hallenhaus unter einem Satteldach wurde 1763 für den Hof Volkert errichtet und um 1930 umgebaut. Wohn- und Wirtschaftsgiebel kragen jeweils dreifach vor.                           | 46247791 | BW   |

### Ehemalige Baudenkmale
| Lage                                           | Bezeichnung              | Beschreibung | ID       | Bild |
| ---------------------------------------------- | ------------------------ | --- | -------- | ---- |
| Feldteilenweg 52° 36′ 52″ N, 7° 59′ 47″ O      | Schleusenanlage          | 1899 wurde die Schleusenanlage in der Hase zum Zweck der Artländer Melioration errichtet. Als um 2000 Umbauten erfolgten, wurde die Schleuse aus dem Denkmalverzeichnis gestrichen.                                                               | 42164500 | BW   |
| Brokweg 1 52° 36′ 7″ N, 8° 1′ 55″ O            | Wohn-/Wirtschaftsgebäude | Das Zweiständer-Hallenhaus wurde als Heuerhaus für den Hof vor dem Brocke (ehemals Reiling) errichtet. Da das Gebäude abbrannte, wurde es 1986 nicht mehr im Denkmalverzeichnis geführt.                                                          | 46051447 | BW   |
| Thesfelder Straße 4 52° 36′ 52″ N, 8° 0′ 36″ O | Wohn-/Wirtschaftsgebäude | Das Zweiständer-Hallenhaus wurde 1799 als Heuerhaus für den Hof Wolke-Thesfeld errichtet. Der Wohngiebel kragt zweifach, der Wirtschaftsgiebel einfach vor. Wegen der Veränderungen wurde das Gebäude ab 1986 nicht mehr im Denkmalatlas geführt. | 46236720 | BW   |

## Rüsfort

### Gruppe: Hof Heye
Die Gruppe „Hof Heye“ umfasst eine mehrseitige Hofanlage. Die Gruppe hat die ID 46242079.

| Lage                                        | Bezeichnung              | Beschreibung | ID       | Bild |
| ------------------------------------------- | ------------------------ | --- | -------- | ---- |
| Bahnhofstraße 6 52° 35′ 22″ N, 7° 59′ 45″ O | Wohn-/Wirtschaftsgebäude | Das Zweiständer-Hallenhaus wurde 1802 unter einem Satteldach errichtet. Der Wirtschaftsgiebel kragt dreifach, der Wohngiebel zweifach vor. | 46242122 | BW   |
| Bahnhofstraße 6 52° 35′ 22″ N, 7° 59′ 44″ O | Scheune                  | Die Fachwerkscheune wurde unter einem Satteldach errichtet.                                                                                | 46242180 | BW   |
| Bahnhofstraße 6 52° 35′ 22″ N, 7° 59′ 43″ O | Scheune                  | Die Fachwerkscheune mit zwei Querdurchfahrten wurde 1876 unter einem Satteldach errichtet.                                                 | 46242229 | BW   |
| Bahnhofstraße 6 52° 35′ 22″ N, 7° 59′ 44″ O | Stall                    | Der Fachwerkstall steht unter einem Satteldach                                                                                             | 46242316 | BW   |

### Gruppe: Heuerhaussiedlung
Die Gruppe „Heuerhaussiedlung“ umfasst die beiden Zweiständergebäude, die als Heuerhäuser im 17. und 18. Jahrhunderts errichtet wurden. Die Gruppe hat die ID 49921489.

| Lage                                     | Bezeichnung              | Beschreibung | ID       | Bild |
| ---------------------------------------- | ------------------------ | --- | -------- | ---- |
| Kornstraße 4 52° 35′ 35″ N, 7° 59′ 34″ O | Wohn-/Wirtschaftsgebäude | 1760 wurde das Zweiständer-Hallenhaus als Heuerhaus für den Hof Siltmann errichtet und im 19. Jahrhundert umgebaut.          | 46232351 | BW   |
| Kornstraße 6 52° 35′ 34″ N, 7° 59′ 33″ O | Wohn-/Wirtschaftsgebäude | 1692 wurde das Zweiständer-Hallenhaus als Heuerhaus für den Hof Husmann errichtet. Der Wirtschaftsgiebel kragt zweifach vor. | 46232396 | BW   |

### Gruppe: Hof Bodemann (oder Hof Krümberg)
Die Gruppe „Hof Bodemann (oder Hof Krümberg)“ umfasst den von einem Baumbestand umgebenen dreiseitigen Hof mit einem Garten Die Zufahrt wird von einem Eichenzaun flankiert. Die Gruppe hat die ID 46236379.

| Lage                                         | Bezeichnung              | Beschreibung                                                                                                 | ID       | Bild |
| -------------------------------------------- | ------------------------ | --- | -------- | ---- |
| Wehdeler Straße 1 52° 35′ 16″ N, 8° 0′ 17″ O | Wohn-/Wirtschaftsgebäude | Das Vierständer-Hallenhaus wurde 1796 errichtet. Wohn- und Wirtschaftsgiebel kragen dreifach vor.            | 46236402 | BW   |
| Wehdeler Straße 1 52° 35′ 15″ N, 8° 0′ 16″ O | Scheune                  | 1797 wurde die Fachwerkscheune mit drei Querdurchfahrten errichtet.                                          | 46243414 | BW   |
| Wehdeler Straße 1 52° 35′ 16″ N, 8° 0′ 15″ O | Stall                    | Der Fachwerkstall mit Wagenschauer wurde aus zweitverwendeten Hölzern errichtet.                             | 46243642 | BW   |
| Wehdeler Straße 1 52° 35′ 16″ N, 8° 0′ 16″ O | Nebengebäude             | Der Verbindungsflügel aus Fachwerk zwischen Wohn-/Wirtschaftsgebäude und Stall steht unter einem Satteldach. | 46243672 | BW   |
| Wehdeler Straße 1 52° 35′ 15″ N, 8° 0′ 18″ O | Nebengebäude             | Der Fachwerkschuppen mit zwei Querdurchfahrten steht unter einem Satteldach.                                 | 46243732 | BW   |
| Wehdeler Straße 1 52° 35′ 15″ N, 8° 0′ 17″ O | Nebengebäude             | Der Fachwerkschuppen steht unter einem Platdach.                                                             | 46243754 | BW   |
| Wehdeler Straße 1 52° 35′ 15″ N, 8° 0′ 19″ O | Backhaus                 | Das anderthalbgeschossige Fachwerkgebäude wurde 1797 errichtet. Der außen angebaute Backofen wurde entfernt. | 46243703 | BW   |

### Einzeldenkmale
| Lage                                         | Bezeichnung              | Beschreibung | ID       | Bild |
| -------------------------------------------- | ------------------------ | --- | -------- | ---- |
| Auf dem Ort 2 52° 34′ 49″ N, 8° 1′ 1″ O      | Wohn-/Wirtschaftsgebäude | 1744 wurde das Zweiständer-Hallenhaus auf dem Hof Kabernagel unter einem Satteldach errichtet. Wohn- und Wirtschaftsgiebel kragen jeweils zweifach vor.                                                                       | 46054496 | BW   |
| Auf dem Ort 4 52° 34′ 38″ N, 8° 1′ 9″ O      | Wohn-/Wirtschaftsgebäude | 1723 wurde das Zweiständer-Hallenhaus auf dem Hof Höverkamp unter einem Satteldach errichtet und 1817 umgebaut. Wohn- und Wirtschaftsgiebel kragen jeweils zweifach vor.                                                      | 46055040 | BW   |
| Auf dem Ort 5 52° 34′ 46″ N, 8° 1′ 27″ O     | Wohn-/Wirtschaftsgebäude | 1826 wurde das Zweiständer-Hallenhaus auf dem Hof Lübben, ehemals Kleine Möddelmann, unter einem Satteldach errichtet. Der Wirtschaftsgiebel kragt zweifach, der Wohngiebel einfach vor.                                      | 46055218 | BW   |
| Badberger Straße 5 52° 35′ 16″ N, 8° 0′ 5″ O | Speicher                 | Das ursprünglich dreigeschossige Gebäude aus Bruchstein war vermutlich einst ein Wehrturm bzw. ist ein Steinwerk. Das Satteldach wurde später aufgebracht. Das Gebäude wurde als Kornspeicher für den Hof Schöneberg genutzt. | 44871713 | BW   |
| Bahnhofstraße 1 52° 35′ 18″ N, 7° 59′ 58″ O  | Wohn-/Wirtschaftsgebäude | 1756 wurde das Zweiständer-Hallenhaus als Heuerhaus für den Hof Schöneberg, später Klages, unter einem Satteldach errichtet. Vor dem Wirtschaftsgiebel finden sich zwei alte Eichen.                                          | 46225213 | BW   |
| Bahnhofstraße 4 52° 35′ 19″ N, 7° 59′ 52″ O  | Wohn-/Wirtschaftsgebäude | 1742 wurde das Zweiständer-Hallenhaus als Heuerhaus für den Hof Heye unter einem Satteldach errichtet. | 46225409 | BW   |
| Bahnhofstraße 5 52° 35′ 23″ N, 7° 59′ 39″ O  | Wohn-/Wirtschaftsgebäude | Das Zweiständer-Hallenhaus als Heuerhaus wurde für den Hof Voßbrinck-Weglage unter einem Satteldach im 17. Jahrhundert errichtet.                                                                                             | 39451049 | BW   |
| Bahnhofstraße 7 52° 35′ 25″ N, 7° 59′ 36″ O  | Wohn-/Wirtschaftsgebäude | Das Zweiständer-Hallenhaus als Heuerhaus wurde für den Hof Voßbrinck-Weglage unter einem Satteldach um 1700 errichtet und 1812 oder 1817 umgebaut.                                                                            | 44871739 | BW   |
| Fürsten Allee 1 52° 34′ 58″ N, 8° 0′ 48″ O   | Wohn-/Wirtschaftsgebäude | Das Vierständer-Hallenhaus wurde 1743 für den Hof Fürste unter einem Satteldach errichtet. Der Wirtschaftsgiebel kragt dreifach vor.                                                                                          | 46232307 | BW   |
| Kornstraße 8 52° 35′ 23″ N, 7° 59′ 20″ O     | Speicher                 | Der anderthalbgeschossige Fachwerkspeicher wurde 1743 für den Hof Voßbrinck-Weglage unter einem Satteldach errichtet. Beide Giebel kragen einfach vor.                                                                        | 46232547 | BW   |
| Lorser Straße 1 52° 34′ 53″ N, 8° 0′ 42″ O   | Speicher                 | Der anderthalbgeschossige Fachwerkspeicher wurde 1615 für den Hof Schulte, später Voskamp, unter einem Satteldach errichtet. Beide Giebel kragen einfach vor.                                                                 | 46233994 | BW   |
| Lorser Straße 2 52° 34′ 52″ N, 8° 1′ 12″ O   | Wohn-/Wirtschaftsgebäude | Das Zweiständer-Hallenhaus wurde 1765 für den Hof Dobbehaus unter einem Satteldach errichtet. Wohn- und Wirtschaftsgiebel kragen jeweils dreifach vor.                                                                        | 46243884 | BW   |
| Lorser Straße 9 52° 34′ 56″ N, 8° 1′ 10″ O   | Wohn-/Wirtschaftsgebäude | Das Zweiständer-Hallenhaus wurde 1701 (oder 1791) für den Hof Peters unter einem Satteldach errichtet. Der Wirtschaftsgiebel kragt dreifach, der Wohngiebel zweifach vor.                                                     | 46234148 | BW   |
| Merlagerweg 1 52° 34′ 53″ N, 8° 1′ 43″ O     | Wohn-/Wirtschaftsgebäude | Das hallenhausähnliche Gebäude aus Backstein wurde 1887 für den Hof Merlage unter einem Satteldach errichtet. | 46234309 | BW   |
| Wehdeler Straße 2 52° 35′ 13″ N, 8° 0′ 18″ O | Wohn-/Wirtschaftsgebäude | Das Zweiständer-Hallenhaus wurde als Heuerhaus für den Hof Siltmann unter einem Satteldach errichtet. | 46236331 | BW   |

### Ehemalige Baudenkmale
| Lage                                         | Bezeichnung              | Beschreibung | ID       | Bild |
| -------------------------------------------- | ------------------------ | --- | -------- | ---- |
| Bahnhofstraße 2 52° 35′ 19″ N, 7° 59′ 56″ O  | Hofanlage                | Die Hofanlage Kemper aus dem 19. Jahrhundert besteht aus Wohn-/Wirtschaftsgebäude (1849), Scheune mit zwei Querdurchfahrten, Stall und Wagenschauer und einer Eichenreihe. Wegen der Veränderungen wurde die Anlage schon 1986 nicht mehr im Denkmalverzeichnis geführt. | 46242030 | BW   |
| Eschweg 52° 35′ 13″ N, 7° 59′ 49″ O          | Hofanlage                | Die Hofanlage Hermann zur Stadt bestand aus einem Wohn-/Wirtschaftsgebäude, einer Scheune und zwei Wagenschauern und einer Eichenreihe. Die Gebäude sind mittlerweile weitgehend beseitigt worden. Die Anlage wurde ab 1986 nicht mehr im Denkmalverzeichnis geführt.    | 46242374 | BW   |
| Hülsebuschweg 1 52° 34′ 37″ N, 8° 1′ 23″ O   | Hofanlage                | Die Hofanlage Kleine Kabernagel besteht aus einem Wohn-/Wirtschaftsgebäude (1836), einer Scheune, einem Stall, einem Wagenschauer und einem Räucherhaus (um 1920). Wegen der Veränderungen wurde die Anlage ab 1986 nicht mehr im Denkmalverzeichnis geführt.            | 46242416 | BW   |
| Kornstraße 7 52° 35′ 17″ N, 7° 59′ 19″ O     | Wohn-/Wirtschaftsgebäude | Das Zweiständer-Hallenhaus wurde 1681 errichtet und später umfangreich verändert. Wegen der Veränderungen wurde die Anlage ab 1986 nicht mehr im Denkmalverzeichnis geführt.                                                                                             | 46244303 | BW   |
| Majorsweg 1 52° 34′ 37″ N, 8° 1′ 23″ O       | Hofanlage                | Die Hofanlage Auf dem Felde besteht aus einem Wohn-/Wirtschaftsgebäude (1819) und einer Fachwerkscheune. Wegen der Veränderungen wurde die Anlage ab 1981 nicht mehr im Denkmalverzeichnis geführt.                                                                      | 46243199 | BW   |
| Wehdeler Straße 3 52° 35′ 22″ N, 8° 0′ 30″ O | Hofanlage                | Die mehrseitige Hofanlage Wehmhoff besteht aus einem Wohn-/Wirtschaftsgebäude, einer Scheune, einem Stall, zwei Wagenschauern, einem Backhaus und einer Maschinenhalle. Wegen der Veränderungen wurde die Anlage ab 1986 nicht mehr im Denkmalverzeichnis geführt.       | 46244091 | BW   |
| Wübbelmannsweg 1 52° 35′ 4″ N, 8° 0′ 33″ O   | Hofanlage                | Die Hofanlage Möddelmann besteht aus einem Wohn-/Wirtschaftsgebäude (1743), einer Scheune (1823), einem Stall, einem Wagenschauer, einem Backhaus und einem Schuppen. Wegen der Veränderungen wurde die Anlage ab 1986 nicht mehr im Denkmalverzeichnis geführt.         | 46244223 | BW   |

## Gruppe: Grenzsteinkette
Die Gruppe „Grenzsteinkette“ umfasst die 1842 errichteten Grenzsteine zwischen dem Königreich Hannover und dem Großherzogtum Oldenburg. Die Grenzsteinkette durchzieht die Gemarkungen aller Ortschaften der Gemeinde. Die Gruppe hat die ID 46244500.

| Lage                                                 | Bezeichnung | Beschreibung | ID       | Bild |
| ---------------------------------------------------- | ----------- | --- | -------- | ---- |
| Gehrder Weg 52° 35′ 37″ N, 8° 3′ 22″ O               | Grenzstein  | Grenzstein von 1842 zur Abmarkung der Grenze zwischen dem Königreich Hannover und dem Großherzogtum Oldenburg.                                                                                         | 46263018 | BW   |
| Fladder / Gehrder Weg 52° 35′ 23″ N, 8° 3′ 9″ O      | Grenzstein  | Grenzstein von 1842 zur Abmarkung der Grenze zwischen dem Königreich Hannover und dem Großherzogtum Oldenburg.                                                                                         | 46263059 | BW   |
| Fladder 52° 35′ 24″ N, 8° 3′ 2″ O                    | Grenzstein  | Grenzstein von 1842 zur Abmarkung der Grenze zwischen dem Königreich Hannover und dem Großherzogtum Oldenburg. 1989 wurde der Grenzstein gestohlen.                                                    | 46263215 | BW   |
| Fladderlohauser Straße 52° 35′ 19″ N, 8° 2′ 29″ O    | Grenzstein  | Grenzstein von 1842 zur Abmarkung der Grenze zwischen dem Königreich Hannover und dem Großherzogtum Oldenburg. Der Grenzstein wurde im Zuge von Straßenausbauarbeiten beseitigt.                       | 46263293 | BW   |
| Wenstrup 52° 35′ 8″ N, 8° 2′ 29″ O                   | Grenzstein  | Grenzstein von 1842 zur Abmarkung der Grenze zwischen dem Königreich Hannover und dem Großherzogtum Oldenburg.                                                                                         | 46263342 | BW   |
| Interessentenweg 52° 34′ 49″ N, 8° 2′ 21″ O          | Grenzstein  | Grenzstein von 1842 zur Abmarkung der Grenze zwischen dem Königreich Hannover und dem Großherzogtum Oldenburg.                                                                                         | 46263438 | BW   |
| 52° 34′ 38″ N, 8° 2′ 10″ O                           | Grenzstein  | Grenzstein von 1842 zur Abmarkung der Grenze zwischen dem Königreich Hannover und dem Großherzogtum Oldenburg. Der Grenzstein wurde abgebrochen.                                                       | 46263511 | BW   |
| Pfarrlager Weg 52° 33′ 55″ N, 8° 2′ 40″ O            | Grenzstein  | Grenzstein von 1842 zur Abmarkung der Grenze zwischen dem Königreich Hannover und dem Großherzogtum Oldenburg.                                                                                         | 46263546 | BW   |
| 52° 33′ 7″ N, 8° 2′ 37″ O                            | Grenzstein  | Grenzstein von 1842 zur Abmarkung der Grenze zwischen dem Königreich Hannover und dem Großherzogtum Oldenburg.                                                                                         | 46263590 | BW   |
| 52° 32′ 57″ N, 8° 2′ 13″ O                           | Grenzstein  | Grenzstein von 1842 zur Abmarkung der Grenze zwischen dem Königreich Hannover und dem Großherzogtum Oldenburg.                                                                                         | 46263645 | BW   |
| 52° 32′ 51″ N, 8° 2′ 15″ O                           | Grenzstein  | Grenzstein von 1842 zur Abmarkung der Grenze zwischen dem Königreich Hannover und dem Großherzogtum Oldenburg. Der Grenzstein ist abhandengekommen.                                                    | 46263669 | BW   |
| 52° 32′ 49″ N, 8° 2′ 7″ O                            | Grenzstein  | Grenzstein von 1842 zur Abmarkung der Grenze zwischen dem Königreich Hannover und dem Großherzogtum Oldenburg. Der Grenzstein ist abhandengekommen.                                                    | 46265626 | BW   |
| Holtheider Weg 52° 32′ 43″ N, 8° 2′ 9″ O             | Grenzstein  | Grenzstein von 1842 zur Abmarkung der Grenze zwischen dem Königreich Hannover und dem Großherzogtum Oldenburg.                                                                                         | 46265663 | BW   |
| Holtheider Weg 52° 32′ 43″ N, 8° 2′ 3″ O             | Grenzstein  | Grenzstein von 1842 zur Abmarkung der Grenze zwischen dem Königreich Hannover und dem Großherzogtum Oldenburg. Der Grenzstein ist abhandengekommen.                                                    | 46265708 | BW   |
| Holtheider Weg 52° 32′ 32″ N, 8° 2′ 5″ O             | Grenzstein  | Grenzstein von 1842 zur Abmarkung der Grenze zwischen dem Königreich Hannover und dem Großherzogtum Oldenburg. Der Grenzstein ist abhandengekommen.                                                    | 46265791 | BW   |
| Holtheider Weg 52° 31′ 59″ N, 8° 1′ 58″ O            | Grenzstein  | Grenzstein von 1842 zur Abmarkung der Grenze zwischen dem Königreich Hannover und dem Großherzogtum Oldenburg. Der Grenzstein wurde aus der Erde gezogen, wohl aber noch vorhanden.                    | 46265814 | BW   |
| Bieste 52° 31′ 51″ N, 8° 1′ 45″ O                    | Grenzstein  | Grenzstein von 1842 zur Abmarkung der Grenze zwischen dem Königreich Hannover und dem Großherzogtum Oldenburg.                                                                                         | 46265862 | BW   |
| Neuenkirchener Straße 52° 31′ 58″ N, 8° 1′ 32″ O     | Grenzstein  | Grenzstein von 1842 zur Abmarkung der Grenze zwischen dem Königreich Hannover und dem Großherzogtum Oldenburg. Der Grenzstein wurde 1998 transloziert und daher aus dem Denkmalverzeichnis gestrichen. | 46265920 | BW   |
| nahe Neuenkirchener Straße 52° 32′ 2″ N, 8° 1′ 14″ O | Grenzstein  | Grenzstein von 1842 zur Abmarkung der Grenze zwischen dem Königreich Hannover und dem Großherzogtum Oldenburg.                                                                                         | 46265956 | BW   |
| Gehrder Weg 52° 31′ 59″ N, 8° 0′ 49″ O               | Grenzstein  | Grenzstein von 1842 zur Abmarkung der Grenze zwischen dem Königreich Hannover und dem Großherzogtum Oldenburg.                                                                                         | 46265956 | BW   |
| 52° 31′ 56″ N, 8° 1′ 6″ O                            | Grenzstein  | Grenzstein von 1842 zur Abmarkung der Grenze zwischen dem Königreich Hannover und dem Großherzogtum Oldenburg. Der Grenzstein ist abhanden gekommen.                                                   | 46266043 | BW   |